# Hiraken

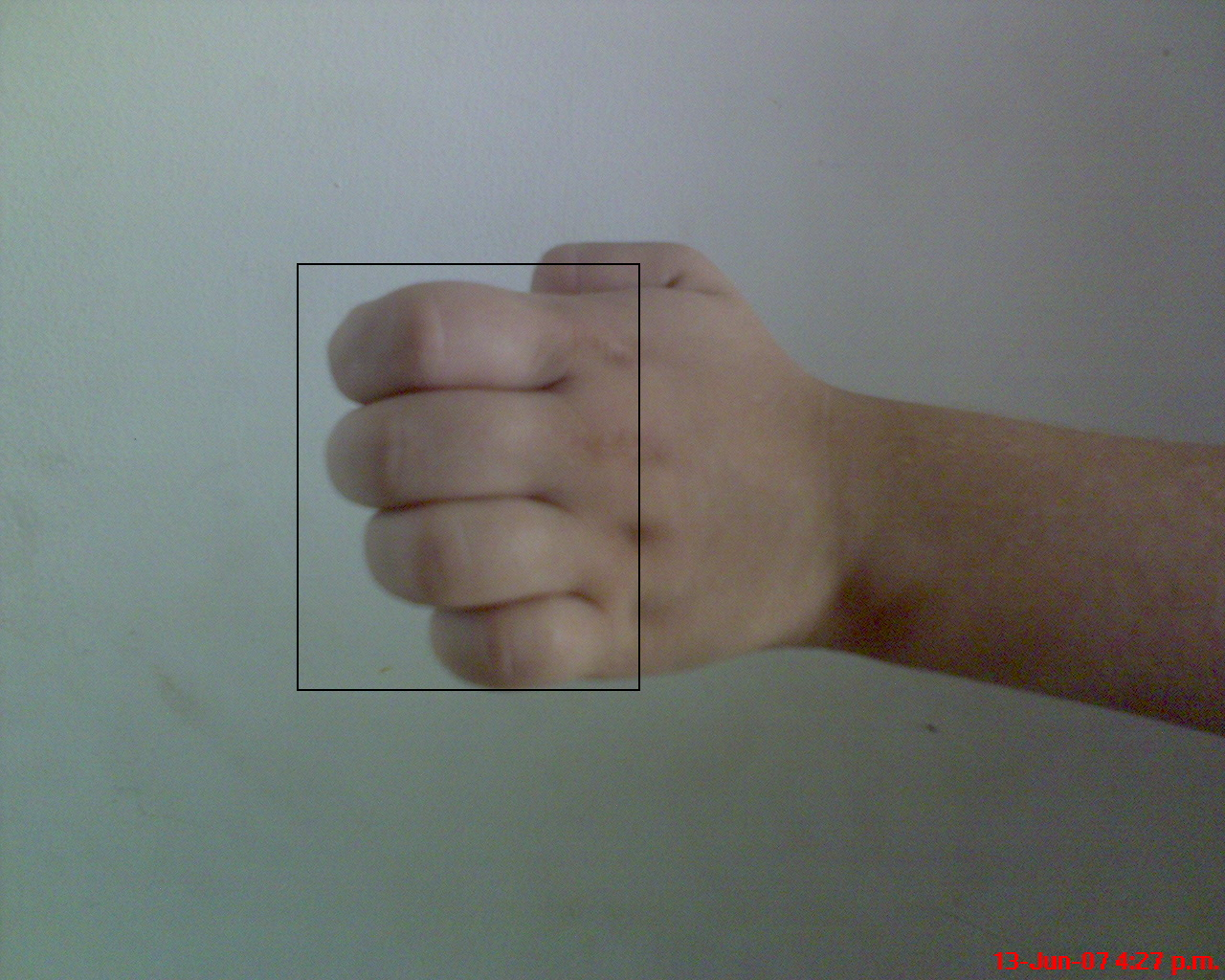
Zona colpejadora del hiraken.

El hiraken (Puny de lleopard) és un atac simple de karate en què només es dobleguen els dits per les segones falanges.
Igual que en el seiken la força de l'impacte ha de ser absorbida per les articulacions dels dits índex i cor. El dit polze pot variar de posició segons els estils i pot situar-se en indistintament estirat, replegat sobre el mateix dit índex o situat damunt de les ungles dels dits cor i anular. Una variant és el ryutoken, cap de drac, en el qual estan flexionades igualment les metacarpianes. Aquesta variant ofereix més seguretat per als dits en cas de cop en un lloc dur. Les seves aplicacions són molt específiques: de manera percutora es pot aplicar al llavi superior i gola, penetrant, o fins i tot empenyent, és útil trobar l'estèrnum i els buits intercostals i de forma circular es pot utilitzar per esquinçar l'ull per la zona oposada al llàgrimes. És un cop molt en desús.